# Papa bricole
Papa bricole (Home Improvement) est une série télévisée américaine en 204 épisodes de 24 minutes, créée par Carmen Finestra et David McFadzean et diffusée entre le 17 septembre 1991 et le 25 mai 1999 sur le réseau ABC et sur le réseau CTV au Canada.
En France, la série a été diffusée dès le 8 juillet 1992 sur TF1 et fin juin 1992 sur RTL TV puis à partir du 2 novembre 1993 sur M6. Rediffusion sur Comédie !. En Belgique sur RTL-TVI dès novembre 1991. Elle reste inédite dans les autres pays francophones.

## Synopsis
Présentateur d'une émission de téléachat sur le bricolage, Tim Taylor est en fait un piètre bricoleur ! Pourtant, l'« homme outil », comme il se surnomme, adore modifier et améliorer les choses qui l'entourent, ce qui l'entraîne souvent à l'hôpital…

## Distribution
- Tim Allen (VF : Michel Papineschi) : Tim Taylor
- Patricia Richardson (VF : Josiane Pinson) : Jill Taylor
- Earl Hindman (VF : Sady Rebbot puis Jean-Claude Robbe) : Wilson W. Wilson Jr.
- Zachery Ty Bryan (VF : Donald Reignoux) : Bradley Taylor
- Taran Noah Smith (en) (VF : Marine Boiron) : Mark Taylor
- Jonathan Taylor Thomas (VF : Jackie Berger) : Randall William Taylor
- Richard Karn (VF : Jean-Loup Horwitz) : Al Borland
- Debbe Dunning (VF : Rafaele Moutier) : Heidi Keppert
- Tom Poston : Ned, Ted, le clerc
- Pamela Anderson : Lisa

 Source et légende : version française (VF) sur RS Doublage

## Épisodes
| Saison 1 | Diffusé le | Titre                                                             |
| 1x01     | 17/09/1991 | Le Lave-vaisselle (Pilot)                                         |
| 1x02     | 26/09/1991 | Easy horticulteur (Mow Better Blues)                              |
| 1x03     | 01/10/1991 | Une soirée romantique (Off Sides)                                 |
| 1x04     | 08/10/1991 | L'espion qui venait du froid (Satellite On A Hot Tim's Roof)      |
| 1x05     | 15/10/1991 | Volte-face (Wild Kingdom)                                         |
| 1x06     | 22/10/1991 | Le clou de la soirée (Adventures In Fine Dining)                  |
| 1x07     | 29/10/1991 | On ne bricole pas avec l'amour ! (Nothing More Than Feelings)     |
| 1x08     | 05/11/1991 | Qui aime bien châtie bien (Flying Sauces)                         |
| 1x09     | 19/11/1991 | Un lavabo pour deux (Bubble, Bubble, Toil And Trouble)            |
| 1x10     | 26/11/1991 | Faites du bricolage, pas la guerre (Reach Out And Teach Someone)  |
| 1x11     | 10/12/1991 | Chéri, j' ai musclé l' aspirateur (Look Who's Not Talking)        |
| 1x12     | 17/12/1991 | Vive le vent d' hiver (Yule Better Watch Out)                     |
| 1x13     | 07/01/1992 | Boule qui roule n' amasse pas mousse (Up Your Alley)              |
| 1x14     | 14/01/1992 | Qui se ressemble s' assemble (For Whom The Belch Tolls)           |
| 1x15     | 04/02/1992 | Rappelle - toi Babylone, mon fils ! (Forever Jung)                |
| 1x16     | 04/02/1992 | L' anniversaire de Jill (Jill's Birthday)                         |
| 1x17     | 11/02/1992 | Quoi de neuf Bob? (What About Bob?)                               |
| 1x18     | 18/02/1992 | Nous nous sommes tant gelés (Baby, It's Cold Outside)             |
| 1x19     | 25/02/1992 | La lettre de la chance (Unchained Malady)                         |
| 1x20     | 03/03/1992 | Zizanie au pigeonnier (Birds Of A Feather Flock To Taylor)        |
| 1x21     | 17/03/1992 | La guerre des coins (A Battle Of Wheels)                          |
| 1x22     | 07/04/1992 | Cartes sur table (Luck Be A Taylor Tonight)                       |
| 1x23     | 28/04/1992 | En amour, la ruse est de bonne guerre (Al's Fair In Love And War) |
| 1x24     | 05/05/1992 | Jamais sans ma scie (Stereo-Typical)                              |

| Saison 2 | Titres                                     |
| 2x01     | Message reçu                               |
| 2x02     | Le rituel de l'initiation                  |
| 2x03     | Le regard baladeur                         |
| 2x04     | Un coup dans l'aine                        |
| 2x05     | Roadster et compagnie                      |
| 2x06     | Les catacombes de la terreur               |
| 2x07     | Mon vagabounet                             |
| 2x08     | Que le meilleur gagne                      |
| 2x09     | Quand on veut, on peut                     |
| 2x10     | Le mensonge est un vilain défaut           |
| 2x11     | Les quatre orphelins                       |
| 2x12     | Noël au perron, tout le quartier au balcon |
| 2x13     | La penderie d'Ali Baba                     |
| 2x14     | Comme un poisson dans l'eau                |
| 2x15     | Remue ménages dans le ménage               |
| 2x16     | Danse avec les clous                       |
| 2x17     | Les noces de glace                         |
| 2x18     | Entrez, c'est pivert !                     |
| 2x19     | La leçon de karaté                         |
| 2x20     | Tim mène la danse                          |
| 2x21     | Sentimentalement vôtre                     |
| 2x22     | Devine qui vient déjeuner ?                |
| 2x23     | Bonne fête maman                           |
| 2x24     | Dépannage en tout genre                    |
| 2x25     | La course du siècle                        |

| Saison 3 | Titres                                          |
| 3x01     | Baby blues                                      |
| 3x02     | Agence matrimoniale                             |
| 3x03     | Trêve de plaisanterie                           |
| 3x04     | Le clou de la soirée                            |
| 3x05     | Nos adieux, monsieur Binford                    |
| 3x06     | Au nom d'une rose                               |
| 3x07     | Couleur jonquille                               |
| 3x08     | Vent d'est, vent d'ouest                        |
| 3x09     | L'investissement                                |
| 3x10     | Tombe la neige                                  |
| 3x11     | Quand dure l'amitié                             |
| 3x12     | Joyeux noël et bonnes vacances                  |
| 3x13     | Après nous le déluge !                          |
| 3x14     | Je fais souvent ce rêve étrange et pénétrant... |
| 3x15     | Pêche à la ligne                                |
| 3x16     | Le Colonel                                      |
| 3x17     | Les fuites                                      |
| 3x18     | Al et les 8 petites mains                       |
| 3x19     | Irma la douce                                   |
| 3x20     | Vue sur chambre                                 |
| 3x21     | Cinquième anniversaire                          |
| 3x22     | Le temps du toboggan                            |
| 3x23     | Tu as ce que tu as choisi                       |
| 3x24     | Réalité programmée                              |
| 3x25     | Mouvez, petits bolides                          |

| Saison 4 | Titres                           |
| 4x01     | L'école ce n'est pas fini        |
| 4x02     | Ne le dites pas à maman          |
| 4x03     | Rocky bel-œil                    |
| 4x04     | Mon frère ce zéro                |
| 4x05     | Quand Al rencontre Harry         |
| 4x06     | Les caméras ont des oreilles     |
| 4x07     | Randy le cadet... de mes soucis  |
| 4x08     | Devine qui vient diner ce soir?  |
| 4x09     | ça ira mieux à deux mains        |
| 4x10     | Teuf teuf à la neige             |
| 4x11     | Houleux noël à tous              |
| 4x12     | Demandez les dernières nouvelles |
| 4x13     | Le Nouveau Roadster              |
| 4x14     | Un fiévreux match de foot        |
| 4x15     | Sex-appeal tombeur et Roméo      |
| 4x16     | Joyeux anniversaire              |
| 4x17     | Monsieur clap clap               |
| 4x18     | Le Mateur malgré lui             |
| 4x19     | Chanteur de blues                |
| 4x20     | Et il attendit Godo              |
| 4x21     | Nuit blanche, 1ère partie        |
| 4x22     | Nuit blanche, 2ème partie        |
| 4x23     | Frères et Sœurs                  |
| 4x24     | A Marked Man                     |
| 4x25     | Premier rendez-vous              |

## Procès
Le 24 juillet 2019, Disney met un terme au procès entamé en 2013 qui l'opposent aux producteurs de la série Papa bricole d'ABC au sujet du partage des recettes à quelques semaines de son ouverture,,.